# Ernst von Holleben (Jurist)
Ernst Albert Ludwig von Holleben (* 8. April 1815 in Koblenz; †  24. April 1908 in Kassel) war ein deutscher Richter in Preußen. 

## Leben

### Herkunft
Ernst entstammte dem sächsisch-thüringischen Adelsgeschlecht von Holleben. Er war der älteste Sohn des preußischen Generals der Infanterie Heinrich von Holleben und dessen Ehefrau Amalie von Holleben (1782–1878).

### Karriere

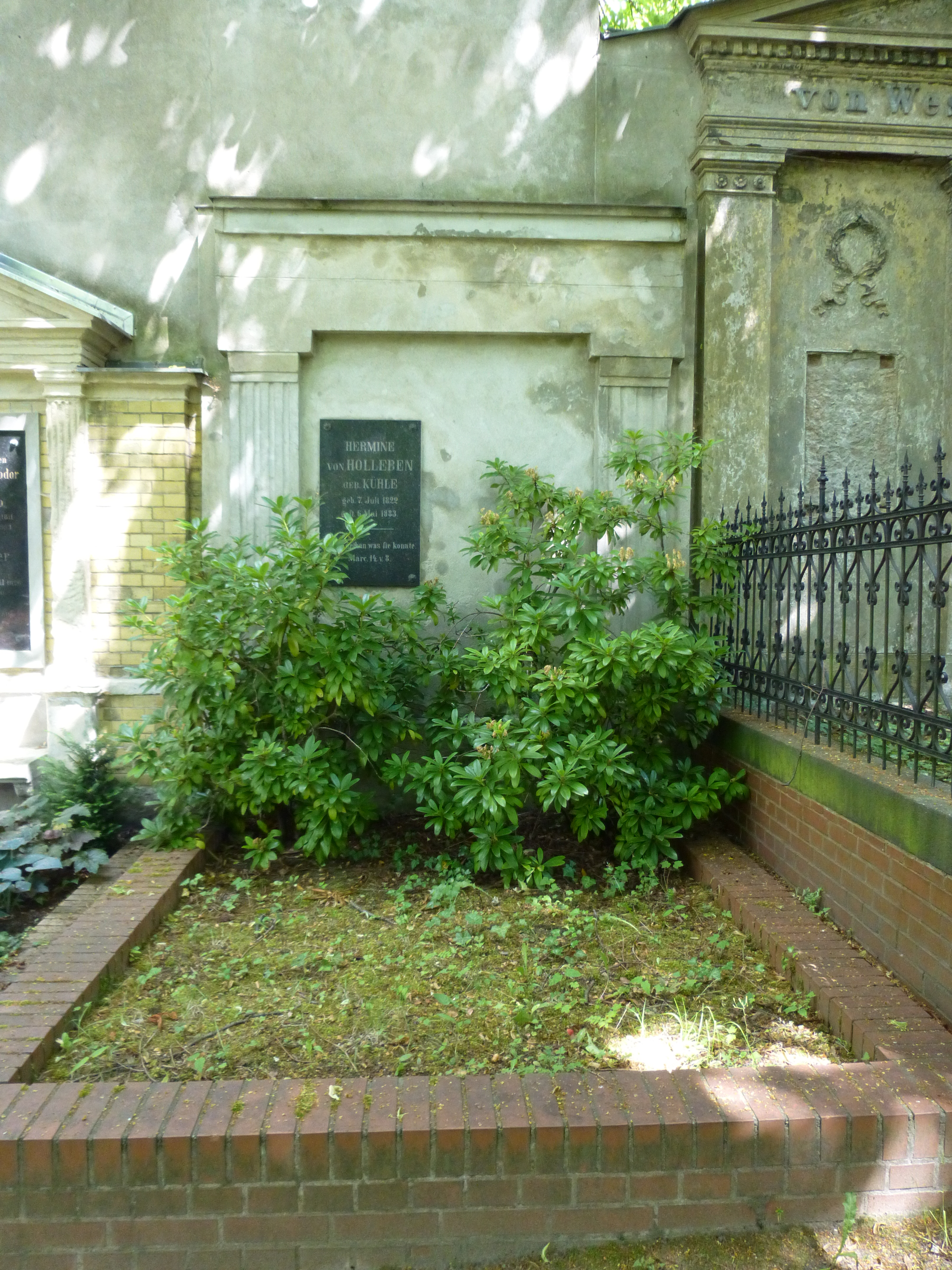
Alter St.-Matthäus-Kirchhof Berlin, Grabstätte Ernst von Holleben

Holleben begann seine Juristenlaufbahn im Jahr 1840 als Gerichtsassessor und ging 1842 ans Landgericht Düsseldorf. 1847 wurde er Staatsprokurator in Trier, 1853 Oberprokurator und 1868 Rat am Preußischen Obertribunal. Von 1872 bis 1884 war er außerdem Mitglied im Bundesamt für das Heimatwesen und von 1878 bis 1890 Mitglied der Reichskommission zur Entscheidung über die Beschwerden gegen die Handhabung des Sozialistengesetzes.
Holleben wurde 1879 Geheimer Oberjustizrat und Senatspräsident am Kammergericht und 1884 Präsident des Oberlandesgerichts Königsberg in Ostpreußen. Als Kronsyndikus saß er ab 1886 im Preußischen Herrenhaus. Bereits 1850 war er Abgeordneter im Volkshaus des Erfurter Unionsparlaments. Er trat 1899 in den Ruhestand.
Er war Mitglied der Trierer Freimaurerloge „Verein der Menschenfreunde“. 
Ernst von Holleben starb 1908 im Alter von 93 Jahren in Kassel und wurde auf dem Alten St.-Matthäus-Kirchhof in Schöneberg bei Berlin beigesetzt.

### Familie
Holleben heiratete am 9. Mai 1843 in Köln Hermine Kühle (1822–1883), Tochter des Generalmajors Friedrich Kühle (1791–1850) und der Henriette Vogler. Der gleichnamige Sohn Ernst von Holleben (1844–1923) heiratete die Tochter von Heinrich Claessen aus zweiter Ehe, Anna Claessen (1852–1929).

## Ehrungen
- Kanzler in Preußen, Exzellenz (1886)
- Roter Adlerorden (1899)
- Wirklicher Geheimer Rat

## Bibliografie
- Heinrich von Holleben (Hrsg.): Aufzeichnungen aus meinem Leben. Verlag Spamer, Leipzig 1910.